# Daniel Lavee
Daniel Lavee – kanadyjski brydżysta, World Life Master w kategorii Open (WBF).

## Wyniki brydżowe

### Olimpiady
Na olimpiadach uzyskał następujące rezultaty:
| Olimpiady brydżowe. Zawody teamów | Olimpiady brydżowe. Zawody teamów | Olimpiady brydżowe. Zawody teamów | Olimpiady brydżowe. Zawody teamów | Olimpiady brydżowe. Zawody teamów | Olimpiady brydżowe. Zawody teamów |
| Rok                               | Miejsce                           | Zawody                            | Kategoria                         | Drużyna                           | Pozycja                           |
| --------------------------------- | --------------------------------- | --------------------------------- | --------------------------------- | --------------------------------- | --------------------------------- |
| 2008                              | Pekin                             | 1. Olimpiada Sportów Umysłowych   | Juniorzy                          | Canada                            | 5                                 |

### Zawody światowe
W światowych zawodach zdobył następujące lokaty:
| Mistrzostwa Świata. Konkurencja teamów | Mistrzostwa Świata. Konkurencja teamów | Mistrzostwa Świata. Konkurencja teamów    | Mistrzostwa Świata. Konkurencja teamów | Mistrzostwa Świata. Konkurencja teamów | Mistrzostwa Świata. Konkurencja teamów |
| Rok                                    | Miejsce                                | Zawody                                    | Kategoria                              | Drużyna                                | Pozycja                                |
| -------------------------------------- | -------------------------------------- | ----------------------------------------- | -------------------------------------- | -------------------------------------- | -------------------------------------- |
| 2010                                   | Filadelfia                             | 13. Seria Mistrzostw Świata               | Open                                   | Lavee                                  | 113                                    |
| 2010                                   | Filadelfia                             | 13. Seria Mistrzostw Świata               | Juniorzy                               | Canada                                 | 9                                      |
| 2010                                   | Filadelfia                             | 13. Seria Mistrzostw Świata               | Miksty                                 | Hinze                                  | 1                                      |
| 2005                                   | Sydney                                 | 10. Młodzieżowe Mistrzostwa Świata Teamów | Juniorzy                               | Canada                                 | 3                                      |
| 2004                                   | Nowy Jork                              | 1. Mistrzostwa Świata Teamów Szkolnych    | Młodzież Szkolna                       | Canada                                 | 4                                      |
| 2003                                   | Paryż                                  | 9. Młodzieżowe Mistrzostwa Świata Teamów  | Juniorzy                               | Canada                                 | 8                                      |
| 2002                                   | Montreal                               | 11. Mistrzostwa Świata                    | Open                                   | Silver                                 | 65                                     |

| Mistrzostwa Świata. Konkurencja par | Mistrzostwa Świata. Konkurencja par | Mistrzostwa Świata. Konkurencja par   | Mistrzostwa Świata. Konkurencja par | Mistrzostwa Świata. Konkurencja par | Mistrzostwa Świata. Konkurencja par |
| Rok                                 | Miejsce                             | Zawody                                | Kategoria                           | Partner                             | Pozycja                             |
| ----------------------------------- | ----------------------------------- | ------------------------------------- | ----------------------------------- | ----------------------------------- | ----------------------------------- |
| 2010                                | Filadelfia                          | 13. Mistrzostwa Świata                | Miksty                              | Samantha Nystrom                    | 59                                  |
| 2006                                | Pieszczany                          | 6. Młodzieżowe Mistrzostwa Świata Par | Juniorzy                            | Deror Padon                         | 42                                  |

## Klasyfikacja
- Daniel Lavee – klasyfikacja WBF (ang.)